# Niccoletto Semitecolo
Niccoletto Semitecolo, también llamado Niccolò Semitecolo (activo entre 1353 y 1370), fue un pintor italiano activo en Padua y Venecia.

## Biografía
Aunque su actividad principal se desarrolló en Venecia, donde un documento prueba que trabajaba con su padre Donato, también se le conocen estancias en Padua y Praga.

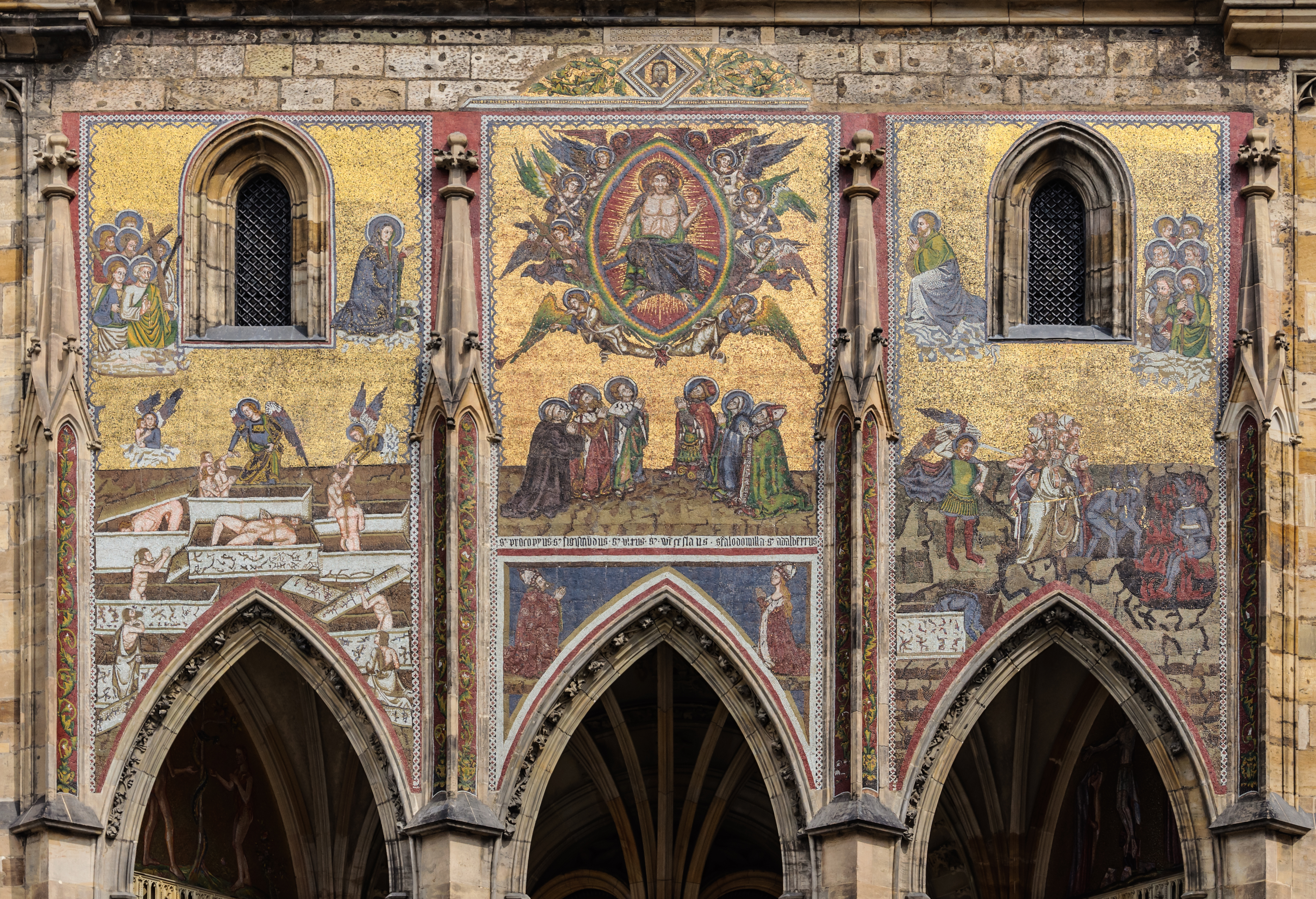
Mosaicos del Juicio Final, Catedral de San Vito, Praga

Entre sus obras principales destacan:
- La Puerta Dorada de la Catedral de San Vito en Praga que debe su nombre al fondo rojo y dorado de los mosaicos venecianos y en la que se representa el Juicio Final.
- Seis tablas en la Biblioteca Capitular de la Catedral de Padua con representaciones de La Trinidad, la Virgen y escenas de la vida de San Sebastián de 1367.
- Crucifijo veneciano para la iglesia de los Eremitas de Padua.

Es un artista gótico bizantinante que sigue las estelas de Paolo Veneziano, Guariento, con quien colaboró en los frescos del coro de la iglesia de los Eremitas en Padua y Giotto y entra en el estilo del primer renacimiento italiano.